# Шлезингер, Карл (художник)

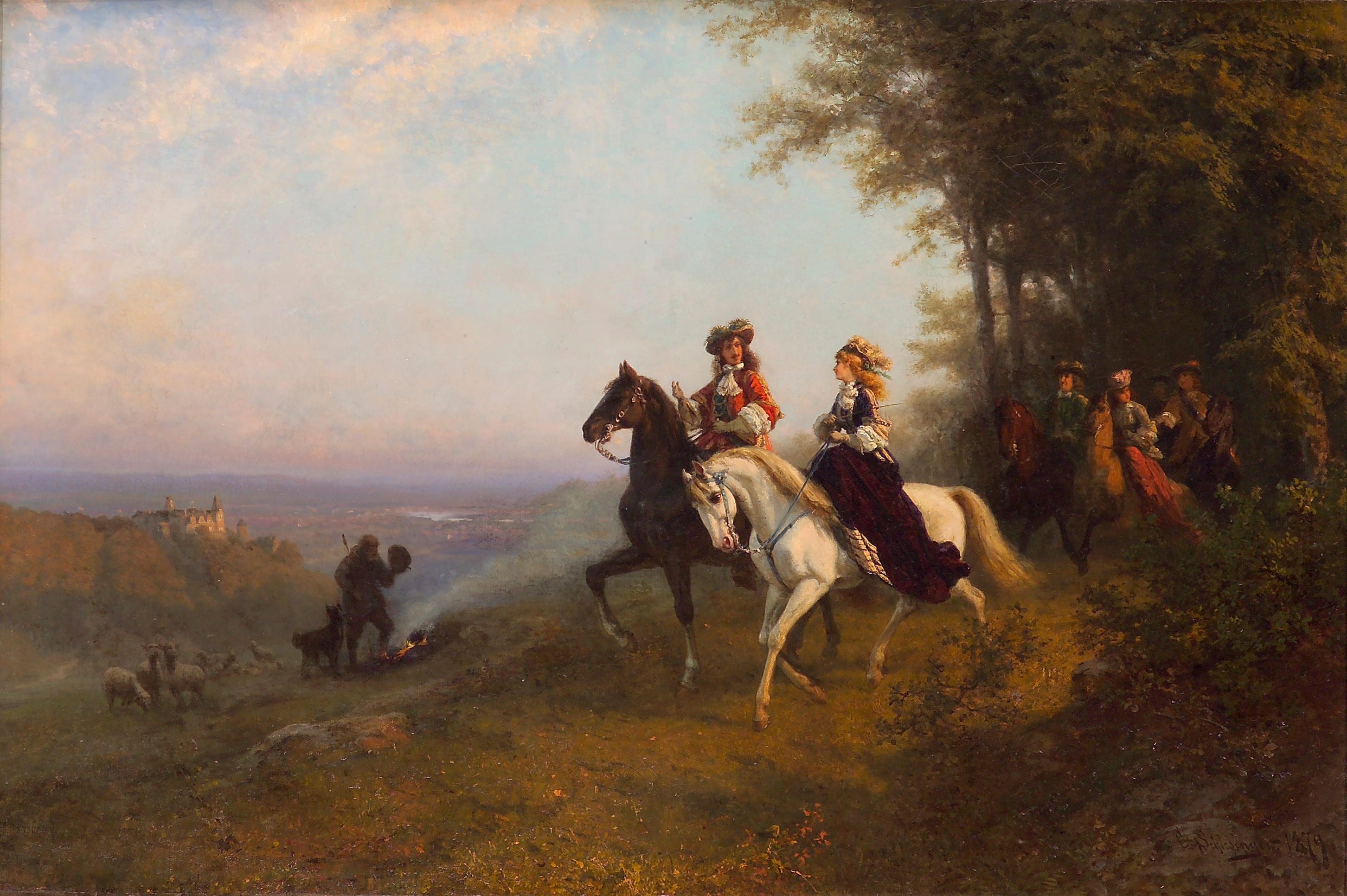

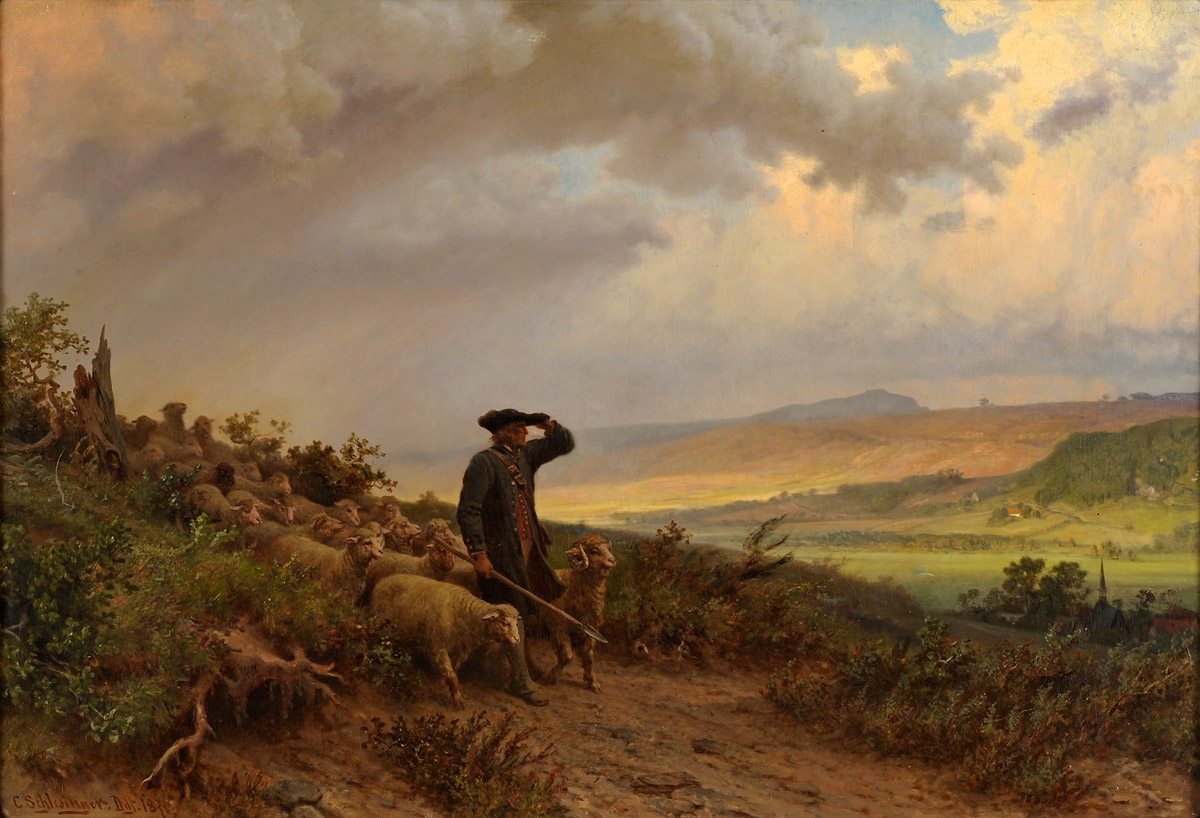

Карл Шлезингер (23 марта 1825, Лозанна — 12 июня 1893, Дюссельдорф) — немецкий художник швейцарского происхождения. Брат Феликса Шлезингера (1833–1910).

## Биография
В молодости попал из родного города Лозанны в Гамбург, где учился сперва у Гердта Гардорфа, позже у Германа Кауфмана и Иоганна Тисбейна.
В 1844 году поступил учеником в пражскую академию изобразительных искусств, в которой обучался под руководством Христиана Рубена, в 1850 году перешёл в антверпенскую академию и работал там под наблюдением Дикманса.

## Творчество
Карл Шлезингер — художник-пейзажист и жанрист. Автор ряда картин исторического жанра периода Реформации.
В Антверпене была написана первая значительная его картина: «Посадка переселенцев на пароход, отходящий в Америку».
С 1852 г. и до самой своей смерти жил в Дюссельдорфе и с большим успехом писал умно задуманные и выразительные жанровые сцены в ландшафтной обстановке при эффектном освещении.
С 1852 по 1893 год К. Шлезингер был членом ассоциации художников и гамбургского клуба художников 1832 года.

## Избранные произведения
- «Отъезд к умирающему»,
- «Поездка по Мозелю»,
- «Цыганский табор»,
- «Вечер на Мозеле»,

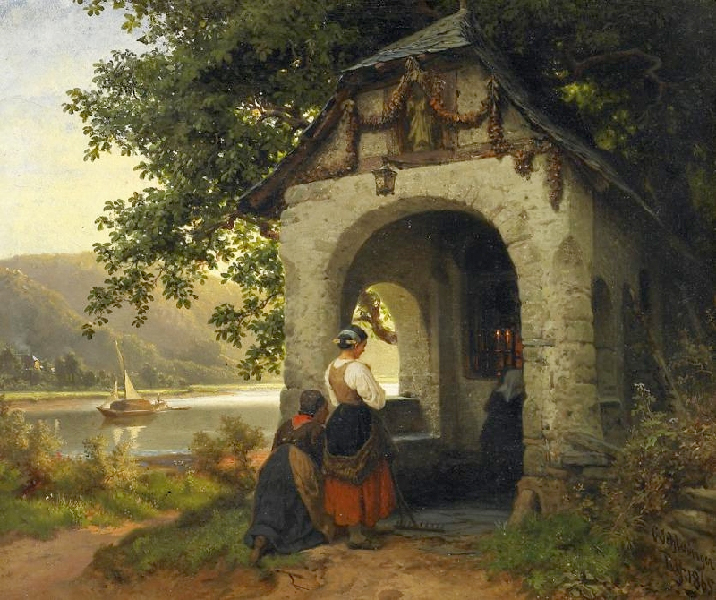

- «Пахарь, возвращающийся домой поздно вечером»,
- «Лунная ночь»,
- «На пароме»,
- «Ночная рыбная ловля»,
- «Полуденный отдых жнецов»,
- «Уланский пикет»,
- «Memento mori» и др.